# The Cleaner (película)
The Cleaner es una película de drama criminal estadounidense de 2021 dirigida por Erin Elders (en su debut como director de largometrajes), quien coescribió el guion con King Orba. Está protagonizada por Orba en el papel principal, con Shelley Long, Eden Brolin, Shiloh Fernandez, Luke Wilson y Lynda Carter en papeles secundarios.

## Argumento
Un limpiador de casas de mediana edad se ve envuelto en un crimen violento después de ser contratado para localizar al hijo de un cliente.

## Reparto
- King Orba como Buck Enderly.
- Shelley Long como Sharon Enderly.
- Eden Brolin como Becky.
- Shiloh Fernandez como Andrew Briggs.
- Luke Wilson como Jim Russell.
- Lynda Carter como Carlene Briggs.
- Soleil Moon Frye como Kristi.
- Noel Gugliemi como Héctor.
- M. C. Gainey como Doug.
- Mike Starr como Carl.
- Milena Govich como Vanessa.
- Heather McComb como Laura Russell.
- Matty Cardarople como Donny.
- Oliver Cooper como ayudante de camarero.
- James Paxton como James.
- Hopper Penn como Trent.

## Lanzamiento
El 12 de agosto de 2021, se anunció que 1091 Pictures adquirió los derechos de distribución de la película en Estados Unidos. Se lanzó en formato digital y bajo demanda el 12 de octubre de 2021.

## Recepción

### Respuesta crítica
En el sitio web agregador de reseñas Rotten Tomatoes, el 83% de las reseñas de 6 críticos son positivas, con una calificación promedio de 7.3/10.
Brian Costello de Common Sense Media le dio a la película 4 estrellas de 5 y declaró: «The Cleaner revela una vez más que una actuación sólida, personajes identificables y una buena historia pueden hacer mucho más con un presupuesto limitado que una película taquillera con una historia débil y personajes cliché». Roger Moore de Movie Nation le dio 2.5 estrellas de 4 y escribió: «No es una joya pulida, pero incluso en bruto The Cleaner brilla, otra prueba de que no necesitas limitarte al terror para hacer tu primera película». Dennis Schwartz le dio a la película una calificación de B−, llamándola «un noir independiente torpe que no es demasiado bueno, pero evita ser malo».
Por otro lado, Carla Hay, de Culture Mix, le dio a The Cleaner una crítica negativa, describiéndola como «una historia ridículamente caótica con diálogos terribles, actuaciones pésimas y un ritmo irregular». Hay también señaló que «el final es demasiado cliché» y que «no es suficiente para tapar todos los cabos sueltos y las escenas innecesarias que hacen de la película un desastre insoportable y enredado».